# 范府大院

《范府大院》是成浩执导的电视剧，2006年出品，共41集，该作品以上个世纪抗日战争时期左右为背景，讲述范家由盛转衰的故事。

## 剧情简介
郭彩三被范老爷收养长大，后通过自己的努力以及过人的能力成为了范家当家人，虽说他用尽各种努力向让范家家大业大，可是最后还是在时代以及家人等多种原因下导致家门衰败……

## 演员表
- 孫紅雷 飾 郭彩三
- 張敏 飾 範念人
- 苗圃 飾 田玲子
- 韓童生 飾 範敬堂
- 顏丹晨 飾 範念春
- 馮遠征 飾 趙局長
- 李琳 飾 爾新
- 陳昊 飾 施光漢
- 趙越 飾 月娘

## 职员表
- 出品人:高建民、戚曉東
- 製作人:廉振華、唐民
- 監製:李建、周大新、張華、張虹娟
- 導演:成浩
- 編劇:王功、孟冰、元平
- 攝影:齊衞華、王小列
- 配音導演:趙屹鷗
- 美術設計:楊浩宇
- 錄音:關鍵[4]

## 播出信息
- 江蘇衞視在2006年09月11日播出
- 央视8套在2006年09月26日播出

## 相關連結
- 豆瓣电影上《范府大院》的資料 （简体中文）
- 央视网链接